# Бучанський завод склотари
Бучанський завод склотари — завод розташований у місті Буча Київської області, по вулиці Яблунської, 84. Раніше — Бучанський завод скловиробів.
Завод знаходиться по вулиці Кірова на відстані 3 кілометрів від залізничної станції Буча. Площа заводу в загорожі становить 20,9 гектар плюс 9 гектар — житловий фонд, площа забудівель — 15,4 гектари (51,1%). Завод має власну під'їзну залізничну гілку від станції Буча. Транспортування сировини, матеріалів, так як і відвантаження готової продукції на заводі здійснюється, в основному, залізничним транспортом.
Бучанський склозавод був збудований у 1946 році на місці зруйнованого під час війни цегельного заводу з метою випуску облицювальних кахлів і скляних ізоляторів для потреб Міністерства зв'язку. Згодом на заводі розпочалося виробництво листового скла, скляних труб і силікатної глини.
З 1954 року завод почав спеціалізуватися на виробництві склотари (склобанка ємністю 0,3 л). З 1965 по 1992 роки завод виготовляв склотруби діаметром 40-150 мм з термостійкого безлуженого скла для технічних цілей в об'ємі до 3000 км на рік.
З 1975 по 1995 роки Бучанський завод скловиробів виготовляв термоси і термосні колби в кількості 5 млн штук на рік. 
Бучанський завод скловиробів було приватизовано 1 грудня 1993 року та перетворено на акціонерне товариство відкритого типу. Кількість акцій становить 4355802 штук. Колектив підприємства володіє контрольним пакетом акцій, який становить 69%, а решта 31% — тримають інші вкладники.
Станом на 1997 рік ВАТ «ВКП Бучанський завод скловиробів» виготовляло консервні склобанки ємністю до 3 літрів в об'ємі 72 млн штук на рік, пляшки ємністю 0,5; 0,61; 0,71 л. в об'ємі 45 млн штук на рік, прокатне кольорове скло з армованою сіткою в об'ємі 500000 м². на рік.